# Albert Jubithana
Albert Jubithana is een Surinaams politicus. Hij is sinds 2020 de minister van Transport, Communicatie en Toerisme.

## Biografie
Jubithana is van inheemse komaf. Hij werkte als manager bij Royal Torarica Hotel en had daarnaast de rol van penningmeester in het bestuur van de Stichting Heil Pedagogisch Centrum Matoekoe die kinderen en jongvolwassenen begeleidt met een verstandelijke beperking.
In 2020 trad hij voor de Algemene Bevrijdings- en Ontwikkelingspartij (ABOP) aan als minister van Transport, Communicatie en Toerisme in het kabinet-Santokhi. Hij stapte in 2023 op zonder opgaaf van duidelijke redenen. President Chan Santokhi verzocht hem echter om nog tijdelijk aan te blijven. Zijn ambt werd uiteindelijk op 13 december 2023 overgenomen door Uraiqit Ramsaran.